# Diócesis de Jowai
La diócesis de Jowai (en latín: Dioecesis Iovaiensis y en inglés: Roman Catholic Diocese of Jowai) es una circunscripción eclesiástica de la Iglesia católica en India. Se trata de una diócesis latina, sufragánea de la arquidiócesis de Shillong. Desde el 8 de julio de 2023 su obispo electo y administrador diocesano es Ferdinand Dkhar.

## Territorio y organización
La diócesis tiene 3819 km² y extiende su jurisdicción sobre los fieles católicos de rito latino residentes en el estado de Meghalaya en los distritos de: Montes Jaintia Occidentales y Montes Jaintia Orientales.
La sede de la diócesis se encuentra en la ciudad de Jowai, en donde se halla la Catedral de Santa Teresa del Niño Jesús. 
En 2020 en la diócesis existían 32 parroquias.

## Historia
La diócesis de Jowai fue erigida el 28 de enero de 2006 con la bula Vigili cum cura del papa Benedicto XVI, obteniendo el territorio de la arquidiócesis de Shillong.

## Estadísticas
Según el Anuario Pontificio 2021 la diócesis tenía a fines de 2020 un total de 40 892 fieles bautizados.
| Año                                                                             | Población            | Población | Población      | Sacerdotes | Sacerdotes    | Sacerdotes    | Bautizados por sacerdote | Diáconos permanentes | Religiosos | Religiosos | Parroquias |
| Año                                                                             | Bautizados católicos | Total     | % de católicos | Total      | Clero secular | Clero regular | Bautizados por sacerdote | Diáconos permanentes | Varones    | Mujeres    | Parroquias |
| ------------------------------------------------------------------------------- | -------------------- | --------- | -------------- | ---------- | ------------- | ------------- | ------------------------ | -------------------- | ---------- | ---------- | ---------- |
| 1980                                                                            | 16 609               | 3 825 000 | 0.4            | 26         | 9             | 17            | 638                      |                      | 31         | 87         | 11         |
| 1990                                                                            | 20 446               | 4 519 000 | 0.5            | 32         | 16            | 16            | 638                      |                      | 28         | 113        | 14         |
| 1999                                                                            | 20 076               | 3 181 893 | 0.6            | 32         | 22            | 10            | 627                      |                      | 21         | 94         | 17         |
| 2000                                                                            | 21 245               | 3 181 893 | 0.7            | 31         | 22            | 9             | 685                      |                      | 21         | 98         | 19         |
| 2001                                                                            | 29 794               | 3 972 965 | 0.7            | 40         | 24            | 16            | 744                      |                      | 35         | 108        | 20         |
| 2002                                                                            | 20 267               | 3 982 765 | 0.5            | 39         | 24            | 15            | 519                      |                      | 34         | 112        | 20         |
| 2003                                                                            | 29 794               | 3 972 965 | 0.7            | 40         | 24            | 16            | 744                      |                      | 31         | 85         | 20         |
| 2004                                                                            | 30 618               | 4 178 874 | 0.7            | 42         | 26            | 16            | 729                      |                      | 31         | 114        | 20         |
| 2006                                                                            | 32 429               | 4 226 980 | 0.8            | 49         | 29            | 20            | 661                      |                      | 35         | 138        | 20         |
| 2012                                                                            | 37 910               | 4 585 000 | 0.8            | 52         | 24            | 28            | 729                      |                      | 44         | 165        | 29         |
| 2015                                                                            | 39 489               | 4 715 315 | 0.8            | 60         | 26            | 34            | 658                      |                      | 54         | 213        | 32         |
| 2018                                                                            | 40 101               | 5 112 680 | 0.8            | 72         | 27            | 45            | 556                      |                      | 61         | 190        | 32         |
| 2020                                                                            | 40 892               | 4 785 469 | 0.9            | 78         | 28            | 50            | 524                      |                      | 68         | 205        | 32         |
| Fuente: Catholic-Hierarchy, que a su vez toma los datos del Anuario Pontificio. |                      |           |                |            |               |               |                          |                      |            |            |            |

## Episcopologio
- Vincent Kympat † (28 de enero de 2006-30 de julio de 2011 falleció)
  - Sede vacante (2011-2016)[nota 1]
- Victor Lyngdoh (15 de octubre de 2016-28 de diciembre de 2020 nombrado arzobispo de Shillong)
  - Sede vacante, desde 2020
- Ferdinand Dkhar, desde el 8 de julio de 2023